# Sam le pirate
 (avril 2017).
Si vous disposez d'ouvrages ou d'articles de référence ou si vous connaissez des sites web de qualité traitant du thème abordé ici, merci de compléter l'article en donnant les références utiles à sa vérifiabilité et en les liant à la section « Notes et références ».
Sam le pirate (Yosemite Sam en version originale) est un personnage de la série de dessins animés Looney Tunes de la Warner Bros. Créé par Friz Freleng, il apparaît pour la première fois en 1945 dans le dessin animé Hare Trigger.
Yosemite, dans son nom en anglais, fait directement référence au parc naturel du nord de la Californie.
Ce personnage irascible, de petite taille, avec une grosse moustache rousse, a été conçu afin de procurer un adversaire plus méchant à Bugs Bunny. Avant lui, la principale victime des manigances de Bugs Bunny était Elmer Fudd, un personnage devenu trop familier avec Bugs pour l'affronter régulièrement[réf. nécessaire]. Sam est de fait plus féroce et plus entêté qu'Elmer. Doté d'un grand chapeau et d'une grosse voix, il est l'être le plus méchant « au nord, au sud, à l'est et à l'ouest du Mississippi ».
Il est très coléreux mais il n'est pas très futé.

## Filmographie
Sam le Pirate est apparu comme :
- Alpiniste dans Piker's Peak en 1957
- Amateur de cascadeur sans peur dans Saute qui peut ! en 1949
- Le Baron Sam von Shamm dans Dumb Patrol en 1964
- Candidat à la mairie dans À vote bon cœur en 1951
- Centurion romain dans Roman Legion Hare en 1955
- Chasseur dans Rabbit Every Monday en 1951
- Le Chevalier noir dans Les Peureux Chevaliers de la Table ronde en 1958
- Chilico Sam, un voleur de lot de terrain dans 14 Carrot Rabbit en 1952
- Colonel Sam de l'armée des Confédérés dans Southern Fried Rabbit en 1953
- Cuisiner du roi dans Shiskabugs en 1962
- Extraterrestre dans Le Pirate de l'hyperespace en 1961
- Frères jumeaux dans Along Came Daffy en 1947
- Mercenaire amérindien dans Horse Hare en 1960
- Pirate dans Les Révoltés du Bunny en 1948 et dans Captain Hareblower en 1954
- Propriétaire d'un ranch dans The Fair-Haired Hare en 1951
- Renegade Sam dans Horse Hare en 1960
- Riff Raff Sam, un bédouin dans Bugs Bunny au Sahara en 1955
- Sam Crusoe dans Rabbitson Crusoe en 1956
- Sam, duc de Yosemite dans L'héritage pose un lapin en 1960
- Sam Schultz, gardien de prison dans Le lapin est en prison en 1950
- Shanghai Sam le pirate dans La Révolte de Bunny en 1950
- Sam le Terrible, viking dans Prince Violent en 1961
- Sam Von Schamm, officier de l'armée britannique dans À la guerre comme à la guerre en 1950
- Voleur de banque dans Hare Lift en 1953
- Voleur de train (première apparition) dans Hare Trigger en 1945

On le retrouve également dans une scène de Qui veut la peau de Roger Rabbit ainsi que dans Space Jam et Les Looney Tunes passent à l'action.